# تاكاشي فوكونيشي
تاكاشي فوكونيشي، من مواليد 1 سبتمبر 1976 م بإيهيمي باليابان، لاعب كرة قدم ياباني، يلعب مع نادي جوبيلو إيواتا الياباني ومنتخب اليابان لكرة القدم.
بدأ فوكونيشي مسيرته الكروية مع نادي جوبيلو إيواتا في عام 1995، ولم يلعب لنادي غيره، وقد بدأ باللعب مع منتخب اليابان لكرة القدم منذ عام 1999.

## كأس آسيا 2004
و قد سجل هدف في مرمى منتخب تايلند لكرة القدم، وقد سجل هدف في مرمى منتخب الصين لكرة القدم.

## روابط خارجية
- تاكاشي فوكونيشي على موقع الاتحاد الدولي (مؤرشف)  (الإنجليزية)
- تاكاشي فوكونيشي على موقع رابطة كرة القدم اليابانية للمحترفين (اليابانية)
- تاكاشي فوكونيشي على موقع قاعدة بيانات كرة القدم.إي يو (الإنجليزية)
- تاكاشي فوكونيشي على موقع ناشيونال فوتبول تيمز (الإنجليزية)
- تاكاشي فوكونيشي على موقع Soccerway.com (الإنجليزية)
- تاكاشي فوكونيشي على موقع عالم كرة القدم.نت (الإنجليزية)
- تاكاشي فوكونيشي على موقع كووورة